# カステルヌオーヴォ・チレント
カステルヌオーヴォ・チレント（伊: Castelnuovo Cilento）は、イタリア共和国カンパニア州サレルノ県にある、人口約2,800人の基礎自治体（コムーネ）。

## 地理

### 位置・広がり

#### 隣接コムーネ
隣接するコムーネは以下の通り。
- アシェーア
- カザール・ヴェリーノ
- チェラーゾ
- サレント
- ヴァッロ・デッラ・ルカーニア